# Nicolaas Cop
Nicolaas Cop (ook bekend als Nicolaus Cop, Nicolaus Copus; Kopp; Kob of Cope, Parijs, circa 1501 - aldaar, 1540) was een Zwitserse, protestantse hervormer en vriend van Johannes Calvijn. Hij was vanaf 10 oktober 1533 rector van de Universiteit van Parijs.
Nicolaas Cop was de jongste zoon van Guillaume Cop, lijfarts van koning Frans I van Frankrijk. Hij was vriend van Calvijn geworden tijdens hun gezamenlijke studietijd aan het Collège de Montaigu. Cop studeerde filosofie en geneeskunde in Parijs, leerde vanaf 1530 filosofie op het Collège Sainte-Barbe en werd op 10 oktober 1533 als rector van de Universiteit van Parijs aangesteld.

## Hervorming
Rond 1533, toen Calvijn naar Parijs was teruggekeerd, stegen er spanningen tussen de humanistische en religieuze hervormers van het Collège Royal en de conservatieve senior faculteitsleden. Nicolas Cop, een van de hervormers, was gekozen tot rector van de universiteit, hoewel deze instelling Maarten Luther over het algemeen veroordeelde. Op de dag van Allerheiligen, 1 november 1533, voerde Cop als rector zijn inauguratierede, waarin hij zijn sympathie voor Luther bekende. Cop behandelde de noodzaak tot hervorming en vernieuwing binnen de Rooms-Katholieke Kerk en benadrukte de verschillen tussen de zaligsprekingen van de evangeliën en de theologie en praktijken van de periode van voor de contrareformatie binnen de Rooms-Katholieke Kerk. Calvijn was zeker beïnvloed, maar onderschreef niet de rede van Cop, die de leer van rechtvaardiging door het geloof alleen verdedigde. Calvijn wordt beschouwd als medeplichtig omdat hij zich naar Parijs had gespoed, net voor het uitspreken van Cops inauguratierede.
Nicolas Cops inauguratierede als rector van de Universiteit van Parijs veroorzaakte een felle reactie binnen de faculteit, waarvan velen die als des ketters veroordeelden. Binnen twee dagen, op 3 november 1533, hadden twee Franciscanen een klacht ingediend in het Parlement van Parijs tegen Cop voor dwaalleer. Cop verscheen voor het parlement en, bij gebrek aan steun van de koning of de universiteit, moest hij vluchten. Cop vertrok in februari 1534 in het geheim naar Bazel en ging vervolgens naar Freiburg met de theologen Erasmus en Ludwig Bär. Hij maakte kennis  met hervormers in Straatsburg en ontmoette de Zwitserse humanist en arts Ludovicus Carinus of Ludwig Carinus, die hij in Parijs had leren kennen. 
Koning Francis I verwees, refererend aan de opstand die tijdens Cops korte ambtstermijn als rector ontstond, naar "de vervloekte Luthers". Calvijn, betrokken bij Cops overtreding, was het daarop volgende jaar genoodzaakt onder te duiken.
In januari 1535 kwam Cop samen met Calvijn aan in Bazel, een stad die onder invloed stond van de reformator Johannes Oecolampadius.

## Verdere studie
Cop vertrok opnieuw naar Parijs, waar hij in mei 1536 zijn medische akte behaalde. In het daaropvolgende jaar werd hij naar Schotland geroepen, waar een ziekte de pasgetrouwde Madeleine van Frankrijk had getroffen. 
Tijdens zijn studie geneeskunde aan de Universiteit van Parijs, stierf Cop plotseling in de winter van 1539/1540.

## Trivia
Nicolas Cop was bevriend door de zuster van de koning, Marguerite de Navarre. Hij gebruikte zijn positie om haar werk Le miroir de l'âme pécheresse (De spiegel van de zondige ziel) te rehabiliteren.
Protestantse familieleden van Nicolas Cop namen uiteindelijk de toevlucht tot het Rijnland, waar zijn achternaam verduitst werd naar "Kob", voordat de naam in de Amerikaanse koloniën tot Cope werd verbasterd.